# Walter Dale Miller
Walter Dale Miller (født 5. oktober 1925, død 28. september 2015) var en amerikansk politiker fra Det Republikanske Parti. Han var tidligere guvernør i staten South Dakota.